# Mikael I Komnenos Doukas
Mikael I Komnenos Doukas, född 1170, död 1214, var despot av despotatet Epirus 1205–1214.